# ロックン・ロール (ジョン・レノンのアルバム)
『ロックン・ロール』(英語: Rock 'n' Roll)は、ジョン・レノンが1975年 2月に発表した6枚目のスタジオ・アルバム。1950年代後半から1960年代前半の曲を集めたオールディーズ・カバー・アルバムである。全米6位、全英10位を記録した。
2004年にリミックス&デジタル・リマスタリング盤が再リリースされ、ボーナス・トラック4曲が収録された。

## 解説

### 制作に至る経緯
1973年9月、『マインド・ゲームス』のレコーディングを終えたレノンは、次回作としてオールディーズのカバー・アルバムを企画した。当時レノンはオノ・ヨーコと別居し、ロサンゼルスで個人秘書のメイ・パンと共同生活していた。幼少期からレノンが好んでいたジェリー・リー・ルイスやファッツ・ドミノの公演を観るためにラスベガスに赴いたのもこの頃であった。折しも、多くのオールディーズが用いられた映画『アメリカン・グラフィティ』が大ヒットしていたこともあり、テレビでも同時代を舞台にしたドラマ「ハッピーデイズ」シリーズの制作が始まっていた。
レノンは『サムタイム・イン・ニューヨーク・シティ』以来、疎遠になっていたフィル・スペクターにプロデューサー就任を依頼した。スペクターはオールディーズが主流であった時期に名を馳せており、これまでもレノンの作品を多く手掛けていた。レノンは歌手に徹するため、スタジオやミュージシャンの手配など、スペクターにすべて任せることにした 。
一方、10月、 チャック・ベリーの楽曲の出版権者モリス・レヴィが起こしていた著作権侵害をめぐる裁判の審理が12月に始まるという通知がレノンの下に届いた。ロサンゼルスでの自由な生活を送っていたレノンは、裁判のためにニューヨークに戻ることを避けたかったので、法廷外で和解することにした。和解の条件として、レノンが次に発表するアルバムにレヴィのビッグセブン出版社が所有する楽曲から「ユー・キャント・キャッチ・ミー」を含む3曲を収録することが取り決められた。

### ロサンゼルスでのレコーディング・セッション
1973年10月中旬、A&Mスタジオでセッションが始まった。レノンがレコーディングしているというニュースが流れると、ハリウッドの全てのミュージシャンがセッションに参加したがり、実際に30人以上のミュージシャンが参加した。レコーディングは良い雰囲気で始まったが、次第に飲酒が常態化し、ついには誰かがミキシング・コンソールに酒をこぼしてしまったためレノンと関係者はスタジオを使用できなくなった。
まもなくレコード・プラント・スタジオ・ウエストに場所を移してセッションを再開したが、今度はスペクターが精神的に不安定となり、異常な行動を重ねた挙句、セッションのテープを持って失踪してしまった。その後、音信不通が続き、1974年3月31日に自動車事故でスペクターが昏睡状態になると、レコーディング再開の目処は全く立たなくなった。仕方なくレノンはプロデューサーとして制作中のハリー・ニルソンのアルバム『プシー・キャッツ』を完成させるために5月、パンと共にニューヨークに戻った。
結局、20万ドルを超える費用がかかったこのセッションでは、A&Mスタジオで和解条件の「エンジェル・ベイビー」など8曲、レコード・プラントで「ユー・キャント・キャッチ・ミー」など3曲が録音されたが、もう1曲「ヤ・ヤ」はまだ出来上がっていなかった。

### ニューヨークでのレコーディング・セッション
ニューヨークに戻ったレノンは新曲によるアルバム『心の壁、愛の橋』のレコーディングを行った。レコーディング開始直前にスペクターからセッション・テープを取り戻すことができたが、そのまま棚上げにされた。
『心の壁、愛の橋』を完成させたレノンが確認したロサンゼルスにおけるセッション・テープはどれも満足できるものではなかった。またスペクターがオーバーダビングを重ねたためにボーカルと演奏が混交したテープは復元不可能であった。レノンは全てを破棄して新しく録音し直そうとも考えたが、多額の出費を余儀なくされたレコード会社から拒否された。そこでレノンは同音源を使うことを前提として、アルバムを作るために十分な素材を追加することにした。
ところが9月末に『心の壁、愛の橋』が発売されると、おまけのように収録された「ヤ・ヤ」以外が全て新曲だったため、約束を反故にされたと感じたレヴィが激怒し、和解を撤回し再提訴すると通告してきた。慌てたレノンはレヴィにレコーディングが遅れている経緯を説明し、セッション・テープを聴かせて、実際にカバー・アルバムを制作中であることを保証した。納得したレヴィはレコーディングに先立って、ニューヨーク州ゲントにある彼の農場をリハーサルのために使わせた。
10月中旬、レノンは『心の壁、愛の橋』のセッション・ミュージシャンを呼び戻し、オリジナルのアレンジに近づけるようにリハーサル・セッションを行うと、21日から僅か5日間で集中的に行われたレコーディング・セッションでは、残されていた「ヤ・ヤ」など１０曲の録音と「ジャスト・ビコーズ」のボーカルを録り直した。その後、ミキシングと編集は11月中旬まで続いた。また、それまで仮に『オールディーズ・バット・モールディーズ(Oldies But Mouldies)』と呼ばれていたアルバム・タイトルも、正式に『ロックン・ロール』となり、1975年4月にリリースすることが決定された。

### アルバム『ルーツ』
『ルーツ』(英語: Roots: John Lennon Sings the Great Rock & Roll Hits)は、レノンが提供した『ロックン・ロール』セッションのラフ・ミックス・テープからレヴィが製作し、1975年に自身のレーベル、アダムⅧから通信販売でリリースされたアルバムである。
レノンはアルバム制作が順調に進み、完成間近であることをレヴィに確認してもらうためにラフ・ミックスのコピーを渡した。レヴィは以前よりレノンに、双方がより大きな分配を受けるためにキャピトル／EMIを通さずに自身のレーベルから直接リリースすることを提案していた。レノンはいったん承諾したものの、セッションに多くの資金と時間を費やしたレコード会社のいずれもが手放すはずもなく、結局レヴィの提案を断り、レノンが自身の録音契約に従ってリリースすることにした。
再び裏切られたと思ったレヴィは、レノンが提供したラフ・ミックスのコピーテープからアルバムを3000 製作し、「ゲット・バック・セッション」中に撮影されたレノンの写真を使ったジャケットに収め、テレビで通常の市場価格より2ドル低い価格でアダムVIIIレーベルから通信販売をするという宣伝を行った。併せて、レノン、EMI、キャピトルに対して契約不履行で4200万ドルを求める訴えを起こした。これに対してキャピトル/EMI側は販売の差し止めと損害賠償の訴えを起こすとともに、テレビ局にテレビコマーシャルの放映を取り止めるように要請した。またアダムⅧの供給業者にも圧力をかけ、取次を停止させた。
結局『ルーツ』は差し止められるまでの3日間で合計1,270枚が販売されたが、総売上は7,000ドル未満で、アルバムの制作費とマーケティング費用をまかなうことはできなかった。さらにレヴィは裁判でも敗訴し、レノンとキャピトル／EMI に対して14万4,700ドルの賠償金を支払う一方で、レノン側の和解案違反に対する6,795ドルの損害賠償金を得るにとどまった 。『ルーツ』の生産と流通は停止され、アルバムの廃棄が命じられた。
収録曲は次の通り。
| #         | タイトル                                                                               | 作詞・作曲                                            | オリジナル・シンガー（リリース年）           | 時間  |
| --------- | -------------------------------------------------------------------------------------- | ----------------------------------------------------- | -------------------------------------------- | ----- |
| 1.        | 「ビー・バップ・ア・ルーラ」(Be-Bop-A-Lula)                                            | テックス・デイビス ジーン・ヴィンセント               | ジーン・ヴィンセント（1957年）               | 2:39  |
| 2.        | 「エイント・ザット・ア・シェイム」(Ain't That A Shame)                                 | ファッツ・ドミノ デイヴ・バーソロミュー               | ファッツ・ドミノ（1955年）                   | 2:38  |
| 3.        | 「スタンド・バイ・ミー」(Stand By Me)                                                  | ジェリー・リーバー マイク・ストーラー ベン・E・キング | ベン・E・キング（1961年）                    | 3:26  |
| 4.        | 「スウィート・リトル・シックスティーン」(Sweet Little Sixteen)                         | チャック・ベリー                                      | チャック・ベリー（1958年）                   | 3:01  |
| 5.        | 「メドレー：リップ・イット・アップ / レディ・テディ」(Medley: Rip It Up / Ready Teddy) | ロバート・ブラックウェル ジョン・マラスカルコ         | リトル・リチャード（1957年）                 | 1:33  |
| 6.        | 「エンジェル・ベイビー」(Angel Baby)                                                   | ロージー・ハムリン                                    | ロージー・アンド・ザ・オリジナルズ（1960年） | 3:09  |
| 7.        | 「踊ろよベイビー」(Do You Wanna Dance)                                                 | ボビー・フリーマン                                    | ボビー・フリーマン（1958年）                 | 3:15  |
| 8.        | 「ユー・キャント・キャッチ・ミー」(You Can't Catch Me)                                 | チャック・ベリー                                      | チャック・ベリー（1956年）                   | 4:03  |
| 合計時間: | 合計時間:                                                                              | 合計時間:                                             | 合計時間:                                    | 23:44 |

| #         | タイトル                                                                                                | 作詞・作曲                                                        | オリジナル・シンガー（リリース年）                   | 時間  |
| --------- | --- | ----------------------------------------------------------------- | ---------------------------------------------------- | ----- |
| 1.        | 「ボニー・モロニー」(Bony Moronie)                                                                      | ラリー・ウィリアムズ                                              | ラリー・ウィリアムズ（1957年）                       | 3:47  |
| 2.        | 「ペギー・スー」(Peggy Sue)                                                                             | バディ・ホリー ジェリー・アリソン ノーマン・ペティ                | バディ・ホリー（1957年）                             | 2:06  |
| 3.        | 「メドレー：悲しき叫び / センド・ミー・サム・ラヴィン」(Medley: Bring It On Home / Send Me Some Lovin') | サム・クック / ジョン・マラスカルコ レオ・プライス                | サム・クック（1962年）/ リトル・リチャード（1956年） | 3:41  |
| 4.        | 「スリッピン・アンド・スライディン」(Slippin' And Slidin')                                              | リトル・リチャード エディ・ボー アル・コリンズ ジェームズ・スミス | リトル・リチャード（1956年）                         | 2:20  |
| 5.        | 「ビー・マイ・ベイビー」( Be My Baby)                                                                   | フィル・スペクター エリー・グレニッチ ジェフ・バリー              | ザ・ロネッツ（1963年）                               | 4:32  |
| 6.        | 「ヤ・ヤ」(Ya Ya)                                                                                       | リー・ドーシー C. L. ブラスト ボビー・ロビンソン モリス・レヴィ   | リー・ドーシー（1961年）                             | 2:17  |
| 7.        | 「ジャスト・ビコーズ」(Just Because)                                                                    | ロイド・プライス                                                  | ロイド・プライス（1957年）                           | 4:25  |
| 合計時間: | 合計時間:                                                                                               | 合計時間:                                                         | 合計時間:                                            | 23:08 |

### 『ロックン・ロール』の正式リリース
事前にレヴィの動きを察知していたキャピトルは予定を大幅に前倒しし、『ルーツ』発売の10日後の2月17日には『ロックン・ロール』を正式にリリースした。ただ急ぎの作業だったため、初回プレスは、LPが2,444枚、8トラック・カートリッジが500本だけという、通常のリリースと比べると大幅に少ない数にとどまり、しかも『ルーツ』に対抗するために通常価格より1ドル安く販売せざるをえなかった。2月21日にはイギリスでもリリースされた。その際、「エンジェル・ベイビー」と「ビー・マイ・ベイビー」の2曲は外され、「ユー・キャント・キャッチ・ミー」は最初の詩を繰り返す編集を行い、約50秒引き伸ばされた。
3月10日にアメリカで、4月18日にイギリスで「スタンド・バイ・ミー」がシングル・カットされた。レノンはプロモーションを兼ねて4月18日に放映されたBBCのテレビ番組「オールド・グレイ・ホイッスル・テスト」に出演し、ボブ・ハリスからのインタビューも受けた。また6月13日に放映された「ア・サルート・トゥー・サー・ルー・グレード」にも出演し、ライヴ・パフォーマンスを披露した。B面には未発表曲「ようこそレノン夫人」を収録したものの、アメリカでは20位、イギリスでは30位を記録するにとどまった。2枚目のシングルとして「スリッピン・アンド・スライディン / エイント・ザット・ア・シェイム」が予定され、プロモーション盤も作成されたがリリースされなかった。
結局、アメリカ、イギリスともにアルバム・チャートで6位を記録し、イギリスでは合計25週間チャートインしたものの、前作からわずか5か月足らずでのリリースだったことと先行シングルの発売がなかったこと、そしてオールディーズ・ブームが既に落ち着いていたため、期待されるほど売り上げは伸びなかった。

### その後
レノンはこの年、1967年から9年間にわたるEMI／キャピタルとのレコーディング契約が満了する前に新曲のアルバム制作を計画していた。しかし、前年末に和解したオノ・ヨーコが妊娠したため、過去の作品を集めたコンピレーション・アルバム『シェイヴド・フィッシュ〜ジョン・レノンの軌跡』を10月にリリースした。その後、レノンは「主夫」宣言を行い、息子ショーンの育児に専念するため音楽活動を停止した。そのため、1976年2月満了のEMI/キャピトルとのレコーディング契約の更新には興味を示すことはなく、1980年にアルバム『ダブル・ファンタジー』を発表するまでは他のレコード会社との契約を結ぶこともなかった。
アメリカでは、レノンの音楽シーンへの復帰が話題となっていた1980年10月に廉価版で再リリースされた。イギリスではレノンの死後、1981年1月17日に再びチャート入りし、64位となった。また他の7枚のアルバムと共にボックスセットとして6月15日に、11月25日には低価格レーベルのミュージック・フォー・プレジャーから異なるジャケットデザインでリリースされた。またベルギーとフランスでは、ビートルズの『ロックンロール・ミュージック』と共にボックスセットの一部として1981年にリリースされた。オーストラリアでは1988年に「Rip It Up」とタイトルが付けられ、別のジャケットで再リリースされた。
1986年にリリースされたコンピレーション・アルバム『メンローヴ・アヴェニュー』に、ロサンゼルス・セッションから「ヒア・ウィ・ゴー・アゲイン」「エンジェル・ベイビー」「マイ・ベイビー・レフト・ミー」「トゥ・ノウ・ハー・イズ・トゥ・ラヴ・ハー」の4曲の未発表曲が収録された。一方『ロックンロール・ロール』は1987年に初めてCD化されたが、ボーナス・トラックは含まれなかった。1998年に発表されたボックス・セット『ジョン・レノン・アンソロジー』には「ビー・マイ・ベイビー」が初めて収録された。
2004年、オノの監修の下で『ロックン・ロール』リミックス&デジタル・リマスタリング盤がリリースされ、ボーナス・トラックとして「エンジェル・ベイビー」「トゥ・ノウ・ハー・イズ・トゥ・ラヴ・ハー」「マイ・ベイビー・レフト・ミー」「ジャスト・ビコーズ (リプライズ)」が収録された。

## 批評
| 専門評論家によるレビュー      | 専門評論家によるレビュー |
| レビュー・スコア              | レビュー・スコア         |
| 出典                          | 評価                     |
| ----------------------------- | ------------------------ |
| AllMusic                      | [ 34 ]                   |
| Christgau's Record Guide      | B?                       |
| Mojo                          | [ 36 ]                   |
| The Music Box                 | [ 37 ]                   |
| MusicHound                    | 4/5                      |
| Paste                         | [ 39 ]                   |
| Pitchfork Media               | 7.1/10                   |
| Rolling Stone                 | (unfavourable)           |
| The Rolling Stone Album Guide | [ 42 ]                   |
| Uncut                         | [ 43 ]                   |

一部の批評家はこのアルバムを「後戻りした」と揶揄したが、ローリングストーン誌のアルバムガイドは「レノンはこれらの古典に品位を与えている。彼の歌は優しく、説得力があり、好感が持てる」と書いている。オールミュージックはこのアルバムを「（レノンの）イマジン以降の作品における頂点として、証明するものは何もなく、努力する必要もない彼を捉えたアルバム」と評している。

## アートワーク

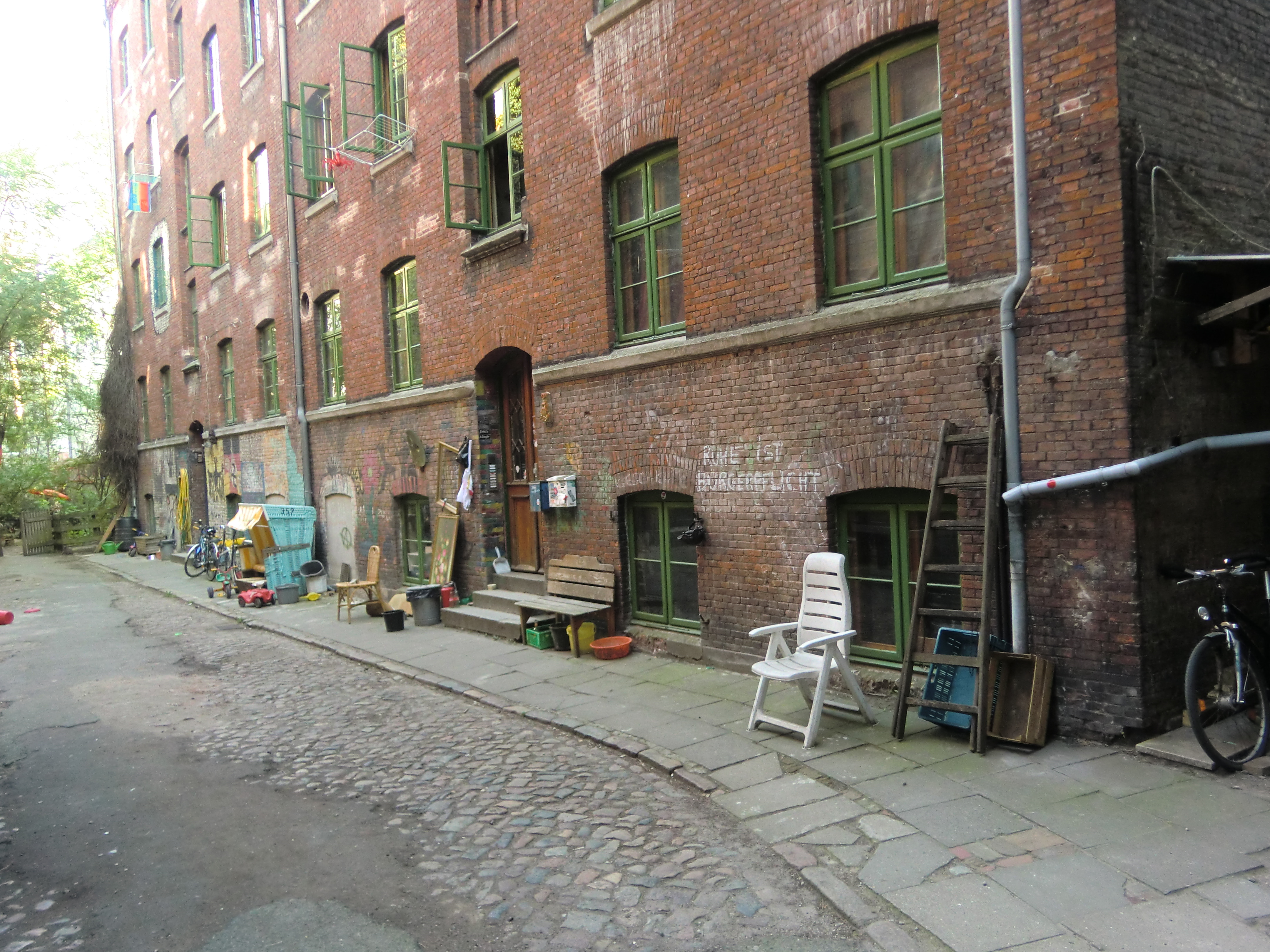
ジャケット写真の撮影現場、現在の様子

レノンはアルバム・ジャケットに幼少期に描いた絵を使うことを計画しており、アートディレクションはロイ・コハラが担当していた。ところがレコーディングが中断してしまったため、既に制作が始まっていたアートワークが宙に浮いてしまった。そこでレノンはこれを『心の壁・愛の橋』に使うことにし、新たなアイデアを探した。
1974年9月、レノンの代わりに第1回ビートルフェストに参加したパンは、ビートルズが1961年のハンブルクツアーの際に撮影された写真が販売されているのを見つけ、すぐに伝えた。これはドイツ出身の旧友ユルゲン・フォルマーによるもので、その後再会したレノンは彼の作品の中から、ハンブルグの繁華街ザンクトパウリ地区ウォルウィル通りにある建物の入り口にもたれかかる自分と、その前を横切るポール・マッカートニー、ジョージ・ハリスン、スチュアート・サトクリフのぼやけたシルエットが写っている1枚をアルバム・ジャケット用に選んだ。またレノンはジョン・ウオモトがカバーアート用に制作したネオンサインの中にあった「ROCK 'N' ROLL」の文字が気に入り、正式タイトルに採用した。

## 収録曲
プロデュース及びアレンジはレノン。但し**の曲はロサンゼルスでのセッションからの音源で、プロデュース、アレンジはスペクターが行い、レノンはリプロデュース、リアレンジを行った。

### オリジナル・アナログ・LP
| #         | タイトル                                                                               | 作詞・作曲                                            | オリジナル・シンガー（リリース年） | 時間  |
| --------- | -------------------------------------------------------------------------------------- | ----------------------------------------------------- | ---------------------------------- | ----- |
| 1.        | 「ビー・バップ・ア・ルーラ」(Be-Bop-A-Lula)                                            | テックス・デイビス ジーン・ヴィンセント               | ジーン・ヴィンセント（1957年）     | 2:39  |
| 2.        | 「スタンド・バイ・ミー」(Stand By Me)                                                  | ジェリー・リーバー マイク・ストーラー ベン・E・キング | ベン・E・キング（1961年）          | 3:26  |
| 3.        | 「メドレー：リップ・イット・アップ / レディ・テディ」(Medley: Rip It Up / Ready Teddy) | ロバート・ブラックウェル ジョン・マラスカルコ         | リトル・リチャード（1957年）       | 1:33  |
| 4.        | 「ユー・キャント・キャッチ・ミー **」(You Can't Catch Me)                              | チャック・ベリー                                      | チャック・ベリー（1956年）         | 4:51  |
| 5.        | 「エイント・ザット・ア・シェイム」(Ain't That A Shame)                                 | ファッツ・ドミノ デイヴ・バーソロミュー               | ファッツ・ドミノ（1955年）         | 2:38  |
| 6.        | 「踊ろよベイビー」(Do You Wanna Dance)                                                 | ボビー・フリーマン                                    | ボビー・フリーマン（1958年）       | 2:53  |
| 7.        | 「スウィート・リトル・シックスティーン **」(Sweet Little Sixteen)                      | チャック・ベリー                                      | チャック・ベリー（1958年）         | 3:01  |
| 合計時間: | 合計時間:                                                                              | 合計時間:                                             | 合計時間:                          | 21:01 |

| #         | タイトル                                                                                                | 作詞・作曲                                                        | オリジナル・シンガー（リリース年）                   | 時間  |
| --------- | --- | ----------------------------------------------------------------- | ---------------------------------------------------- | ----- |
| 1.        | 「スリッピン・アンド・スライディン」(Slippin' And Slidin')                                              | リトル・リチャード エディ・ボー アル・コリンズ ジェームズ・スミス | リトル・リチャード（1956年）                         | 2:16  |
| 2.        | 「ペギー・スー」(Peggy Sue)                                                                             | バディ・ホリー ジェリー・アリソン ノーマン・ペティ                | バディ・ホリー（1957年）                             | 2:06  |
| 3.        | 「メドレー：悲しき叫び / センド・ミー・サム・ラヴィン」(Medley: Bring It On Home / Send Me Some Lovin') | サム・クック / ジョン・マラスカルコ レオ・プライス                | サム・クック（1962年）/ リトル・リチャード（1956年） | 3:41  |
| 4.        | 「ボニー・モロニー **」(Bony Moronie)                                                                   | ラリー・ウィリアムズ                                              | ラリー・ウィリアムズ（1957年）                       | 3:47  |
| 5.        | 「ヤ・ヤ」(Ya Ya)                                                                                       | リー・ドーシー C. L. ブラスト ボビー・ロビンソン モリス・レヴィ   | リー・ドーシー（1961年）                             | 2:17  |
| 6.        | 「ジャスト・ビコーズ **」(Just Because)                                                                 | ロイド・プライス                                                  | ロイド・プライス（1957年）                           | 4:25  |
| 合計時間: | 合計時間:                                                                                               | 合計時間:                                                         | 合計時間:                                            | 18:32 |

### 2004年リミックス&デジタル・リマスタリング盤
| #         | タイトル                                                                                               | 作詞・作曲                                                        | オリジナル・シンガー（リリース年）                   | 時間  |
| --------- | --- | ----------------------------------------------------------------- | ---------------------------------------------------- | ----- |
| 1.        | 「ビー・バップ・ア・ルーラ」(Be-Bop-A-Lula)                                                            | テックス・デイビス ジーン・ヴィンセント                           | ジーン・ヴィンセント（1957年）                       | 2:39  |
| 2.        | 「スタンド・バイ・ミー」(Stand By Me)                                                                  | ジェリー・リーバー マイク・ストーラー ベン・E・キング             | ベン・E・キング（1961年）                            | 3:26  |
| 3.        | 「メドレー：リップ・イット・アップ / レディ・テディ」(Medley: Rip It Up / Ready Teddy)                 | ロバート・ブラックウェル ジョン・マラスカルコ                     | リトル・リチャード（1957年）                         | 1:33  |
| 4.        | 「ユー・キャント・キャッチ・ミー **」(You Can't Catch Me)                                              | チャック・ベリー                                                  | チャック・ベリー（1956年）                           | 4:51  |
| 5.        | 「エイント・ザット・ア・シェイム」(Ain't That A Shame)                                                 | ファッツ・ドミノ デイヴ・バーソロミュー                           | ファッツ・ドミノ（1955年）                           | 2:38  |
| 6.        | 「踊ろよベイビー」(Do You Wanna Dance)                                                                 | ボビー・フリーマン                                                | ボビー・フリーマン（1958年）                         | 2:53  |
| 7.        | 「スウィート・リトル・シックスティーン **」(Sweet Little Sixteen)                                      | チャック・ベリー                                                  | チャック・ベリー（1958年）                           | 3:01  |
| 8.        | 「スリッピン・アンド・スライディン」(Slippin' And Slidin')                                             | リトル・リチャード エディ・ボー アル・コリンズ ジェームズ・スミス | リトル・リチャード（1956年）                         | 2:16  |
| 9.        | 「ペギー・スー」(Peggy Sue)                                                                            | バディ・ホリー ジェリー・アリソン ノーマン・ペティ                | バディ・ホリー（1957年）                             | 2:06  |
| 10.       | 「メドレー：悲しき叫び /センド・ミー・サム・ラヴィン」(Medley: Bring It On Home / Send Me Some Lovin') | サム・クック / ジョン・マラスカルコ レオ・プライス                | サム・クック（1962年）/ リトル・リチャード（1956年） | 3:41  |
| 11.       | 「ボニー・モロニー **」(Bony Moronie)                                                                  | ラリー・ウィリアムズ                                              | ラリー・ウィリアムズ（1957年）                       | 3:47  |
| 12.       | 「ヤ・ヤ」(Ya Ya)                                                                                      | リー・ドーシー C. L. ブラスト ボビー・ロビンソン モリス・レヴィ   | リー・ドーシー（1961年）                             | 2:17  |
| 13.       | 「ジャスト・ビコーズ **」(Just Because)                                                                | ロイド・プライス                                                  | ロイド・プライス（1957年）                           | 4:25  |
| 14.       | 「エンジェル・ベイビー **」(Angel Baby)                                                                | ロージー・ハムリン                                                | ロージー・アンド・ザ・オリジナルズ（1960年）         | 3:44  |
| 15.       | 「トゥ・ノウ・ハー・イズ・トゥ・ラヴ・ハー **」(To Know Her Is To Love Her)                            | フィル・スペクター                                                | テディ・ベアーズ（1958年）                           | 4:31  |
| 16.       | 「マイ・ベイビー・レフト・ミー **」(Since My Baby Left Me)                                             | アーサー・クルーダップ                                            | アーサー・クルーダップ（1951年）                     | 4:40  |
| 17.       | 「ジャスト・ビコーズ (リプライズ) **」(Just Because (Reprise))                                         | ロイド・プライス                                                  | ロイド・プライス（1957年）                           | 1:25  |
| 合計時間: | 合計時間:                                                                                              | 合計時間:                                                         | 合計時間:                                            | 53:53 |

## 参加ミュージシャン
- ジョン・レノン - ギター、ボーカル
- ジェシ・エド・デイヴィス - ギター

| - フィル・スペクター - ギター、ピアノ - ピーター・ジェイムソン - ギター - スティーヴ・クロッパー - ギター - アート・マンソン - ギター - ウィリアム・ペリー - ギター - ルイス・シェルトン - ギター - デール・アンダーソン - ギター - ラリー・カールトン - ギター - デヴィッド・コーエン - ギター - ジム・カルヴァート - ギター - ホセ・フェリシアーノ - アコースティックギター - マイケル・ヘイゼルウッド - アコースティックギター - レイ・ナポリタン - ベース - ボブ・グラウブ - ベース - トーマス・ヘンズリー - ベース - ジェフ・バリー - ピアノ - アンディ・トーマス - ピアノ - マイケル・ウォフォード - ピアノ - マイケル・ラング - ピアノ - バリー・マン - ピアノ - マイケル・メルヴォイン - ピアノ - マック・レベナック (ドクター・ジョン) - キーボード - マイケル・オマーティアン - キーボード - レオン・ラッセル - キーボード | - ハル・ブレイン - ドラムス - ゲイリー・マラバー - ドラムス - フランク・キャップ - ドラムス - ジム・ゴードン - ドラムス - ニノ・テンポ - サクソフォーン、キーボード - ボビー・キーズ - サキソフォン - ジョセフ・テンパーリー - サクソフォーン - ジム・ホーン - サクソフォーン - プラス・ジョンソン - サクソフォーン - ロナルド・ランギンガー - サクソフォーン - ドン・メンザ - サクソフォーン - ジーン・シプリアーノ - サクソフォーン - ウィリアム・パーキンス - 木管楽器 - ロバート・ハーダウェイ - 木管楽器 - アンソニー・テラン - トランペット - コンテ・カンドリ - トランペット - チャック・フィンドリー - トランペット - ジュリアン・マトロック - クラリネット - ジョセフ・ケルソン - ホルン - ゲイリー・コールマン - パーカッション - アラン・エステス - パーカッション - スティーブン・フォーマン - パーカッション - テリー・ギブス - パーカッション |

### ニューヨーク・セッション
- エディー・モトウ - アコースティックギター
- クラウス・フォアマン - ベース、アンサー・ボーカル「Bring It On Home to Me」
- ケニー・アスチャー - キーボード
- ジム・ケルトナー - ドラムス
- アーサー・ジェンキンス - パーカッション
- ジョセフ・テンパリー - サクソフォーン
- フランク・ヴィカリ - サクソフォーン
- デニス・モラウズ - テナーサックス

## チャート
| チャート (1975)                    | 順位 |
| ---------------------------------- | ---- |
| Australian Kent Music Report Chart | 5    |
| Canadian Albums Chart              | 5    |
| German Media Control Albums Chart  | 37   |
| Japanese Oricon LP Chart           | 12   |
| New Zealand Albums Chart           | 11   |
| Norwegian VG-lista Albums Chart    | 9    |
| Swedish Albums Chart               | 20   |
| UK Albums Chart                    | 6    |
| US Billboard 200                   | 6    |

| チャート (1981) | 順位 |
| --------------- | ---- |
| UK Albums Chart | 64   |

| チャート (1975)         | 順位 |
| ----------------------- | ---- |
| Australian Albums Chart | 40   |
| Canadian Albums Chart   | 37   |
| UK Albums Chart         | 48   |

| 国/地域               | 認定 |
| --------------------- | ---- |
| イギリス (BPI)        | Gold |
| アメリカ合衆国 (RIAA) | Gold |

## 関連事項
- 「ビー・バップ・ア・ルーラ」と「エイント・ザット・ア・シェイム」の2曲は、後年ポール・マッカートニーも取り上げた。前者はアンプラグド・アルバム『公式海賊盤』（1991年）に収録。後者は1988年発表の『バック・イン・ザ・U.S.S.R.』に収録後、1989年発売の4曲入りCDシングル「マイ・ブレイヴ・フェイス」に再収録された。

- 「スウィート・リトル・シックスティーン」、ボーナストラックの「トゥ・ノウ・ハー・イズ・トゥ・ラヴ・ハー」はビートルズ時代にも取り上げており、『ザ・ビートルズ・ライヴ!! アット・ザ・BBC』にBBCラジオでのライヴ音源が収録されている。